# Стрельба в спа-салонах в Атланте в 2021 году
Стрельба в спа-салонах в Атланте в 2021 году — серия убийств, произошедших в спа-салонах и массажных салонах в Атланте 16 марта 2021 года. Погибло восемь человек, среди которых было шесть женщин азиатского происхождения, и один человек был ранен. Преступник, 21-летний (род. 6 апреля 1999) Роберт Аарон Лонг, был арестован позднее в тот же день Лонг объяснил полиции, что мотивом послужило сексуальное влечение к работницам спа-салонов, которое входило в противоречие с его христианскими убеждениями. Он был обвинён в 19 преступлениях, совершённых в округе Фултон, и в 23 - в округе Чероки. Лонг был признан виновным в преступлениях, совершённых в округе Чероки, и приговорён к пожизненному заключению. 

## Жертвы
Из восьми жертв стрельбы шесть скончались на месте преступления, одна - по дороге в больницу, и одна - в больнице Шесть из восьми (четыре - на Пьедмонт-роуд и две в округе Чероки), были женщинами азиатского происхождения. Двое других - белый мужчина и белая женщина. Выжившим раненным оказался мужчина из Гватемалы. Министерство иностранных дел Южной Кореи сообщило, что четверo погибших были корейского происхождения, причём одна - гражданка Южной Кореи

## Реакция
Убийства в Атланте вызвали бурную реакцию общин азиатов в США, что привело в том числе к возникновению движения под лозунгом "Stop Asian Hate".